# 貝爾格勒攻勢
貝爾格勒攻勢或貝爾格勒戰略攻勢行動（塞爾維亞，克羅埃西亞語，塞爾維亞-克羅埃西亞：Beogradska ofenziva/ofanziva）（1944年9月14日 — 1944年11月24日）是蘇聯紅軍及南斯拉夫遊擊隊從德意志國防軍手中解放貝爾格勒的軍事進攻行動，兩軍最初各自行動，但最後卻合作在貝爾格勒地區消滅德軍。 
參與進攻的是的蘇聯烏克蘭第3方面軍（包括保加利亞第2軍團）、在北面的部份烏克蘭第2方面軍及在西面的南斯拉夫遊擊隊之第1軍團，他們共同進攻部份的德國E集團軍（施內肯伯格及斯特恩軍群）包括塞爾維亞第5縱隊及塞爾維亞遊擊隊，目的是消滅在蘇瓦普拉尼納地區的德國E集團軍、在大摩拉瓦河以東的德國F集團軍及最終解放貝爾格勒。
第2個目標是切斷德國E集團軍從希臘、阿爾巴尼亞及南斯拉夫南部通過貝爾格勒到匈牙利王國包括塞薩洛尼基-貝爾格勒鐵路。

## 背景
1944年9月初，兩個德國集團軍被部署在巴爾幹半島（南斯拉夫、希臘及阿爾巴尼亞）: E集團軍（行動的南部地區）及F集團軍（行動的北部地區），由於德軍在雅西-奇西瑙攻勢戰敗（導致羅馬尼亞王國及保加利亞王國投降）及蘇軍進入巴爾幹半島，E集團軍被命令撤退到匈牙利，而F集團軍的部份部隊在匈牙利被用來組成一個新的塞爾維亞集團軍。
由於，君主主義者／法西斯政權被推翻及被由基蒙·格奧爾基耶夫領導祖國陣線全國委員會成立的新政府代替，新政府成立後，立即向納粹德國宣戰。
到9月底，由費奧多爾·托爾布欣陸軍元帥指揮蘇軍烏克蘭第3方面軍已集結在保加利亞 - 南斯拉夫邊境，蘇軍第57軍團已駐紮在維丁地區，同時保加利亞第2軍團（下轄於蘇軍烏克蘭第3方面軍）駐守在通往保加利亞、南斯拉夫及希臘邊境的尼什鐵路線，這令致在南斯拉夫境內之南斯拉夫遊擊隊第1軍團亦到來，為了分別支援南斯拉夫遊擊隊第13及第14軍解放尼什及蘇軍第57軍團進攻貝爾格勒，蘇軍烏克蘭第2方面軍之第46軍團部署在泰雷戈瓦河（羅馬尼亞境內），因而切斷了在芙廈斯以北連接貝爾格勒與匈牙利的鐵路線。
南斯拉夫遊擊隊總司令約瑟普·布羅茲·狄托與蘇軍進行行動前的準備工作，狄托在9月21日到達蘇軍佔領下的羅馬尼亞王國，隨後轉往莫斯科與約瑟夫·史達林會晤，會談非常成功，特別是雙方達成了有關保加利亞軍隊在南斯拉夫境內參與作戰的協議。

## 攻勢
當地面攻勢開始時，蘇軍第17空軍軍團（烏克蘭第3方面軍）被命令阻止德軍從南斯拉夫南部及希臘撤退，從9月15日至9月21日，他們對尼什、斯科普里及戈斯蒂瓦爾的鐵路橋及其它重要設施實施空中攻擊。
攻勢由烏克蘭第3方面軍南翼的保加利亞第2軍團展開，該軍團進入在萊斯科瓦茨-尼什地區，與武裝親衛隊第7歐根親王志願山地師爆發戰鬥，2天後，與南斯拉夫人民民族解放軍會合，該軍團與南斯拉夫遊擊隊一同擊敗了塞爾維亞遊擊隊及塞爾維亞前線軍的聯合部隊及到達弗拉索廷採，保加利亞軍隊在其裝甲旅的帶領下，在10月8日亦即是到達弗拉索廷採兩天後，於貝拉帕蘭卡與德軍相遇，10月12日，保加利亞裝甲旅在南斯拉夫遊擊隊第47師第15旅的支援下攻佔了弗拉索廷採，而同時保加利亞偵察營在向普里尼什前進中渡過了摩拉瓦河，目的是阻止武裝親衛隊第7歐根親王志願山地師的殘餘向西北面撤退，但是保加利亞軍隊解放科索沃行動最終切斷了德國E集團軍從希臘向北撤退的道路，10月17日保加利亞軍隊的先頭部隊到達了庫桑裡札鎮及通過庫蘇米捷斯卡班加，11月5日，在普雷波拉克通道付出慘重代價後，該旅攻佔了波多杰沃，但在11月21日前未能到達普里什蒂納。
蘇軍第57軍團在9月28日從維丁地區向貝爾格勒方向發起進攻，其第64狙擊軍從維丁以南地區出擊以掩護主力部隊在帕拉欽渡過摩拉瓦河，而第68狙擊軍在維丁以南向姆拉代諾瓦茨前進，在彼得羅瓦茨以南與南斯拉夫遊擊隊第14軍會合，第75狙擊軍從德羅貝塔-塞維林堡地區向波扎雷瓦茨進攻，以掩護蘇軍第57軍團的北翼，該軍團得到多瑙河小艦隊的支援，該艦隊在方面軍之北翼沿多瑙河展開攻擊，及在河上運輸軍事物資及裝備，南斯拉夫遊擊隊第14軍（在第17空軍軍團的支援下）在激烈戰鬥下突破了敵軍在塞爾維亞東部山脈一帶的邊界線，10月8日南斯拉夫人民民族解放軍進至摩拉瓦河，於大普拉納及帕蘭卡攻佔了兩個橋頭堡，而第4親衛機械化軍從保加利亞東南部向貝爾格勒以南地區滲透，同時，新近到達的南斯拉夫遊擊隊第1無產階級師及第12西伯利亞師則在貝爾格勒以西的薩瓦河上攻佔了多個橋頭堡。
攻勢之北面，蘇軍烏克蘭第2方面軍之第46軍團，嘗試從北面包圍德國在貝爾格勒的守軍，以切斷沿蒂薩河的河上及鐵路供應線，在蘇軍第5空軍軍團的支援下，第10親衛狙擊軍突然在潘切沃北面渡過蒂米什河及蒂薩河，從而切斷了貝爾格勒 - 諾威薩鐵路線，在更北之地區蘇軍第31親衛狙擊軍向茲雷尼亞寧進攻，及蘇軍第37親衛狙擊軍攻向及渡過蒂薩河，切斷諾威薩與蘇博蒂察之間的鐵路，從而準備計劃布達佩斯攻勢。

### 攻佔貝爾格勒
蘇軍第4親衛機械化軍和南斯拉夫遊擊隊第12軍在10月14日突破敵軍在貝爾格勒南面的防線，靠近該城，南斯拉夫遊擊隊沿薩瓦河南面的公路向貝爾格勒推進，而蘇軍則在河之北岸戰鬥，攻佔該市之行動被推遲，原因是要掃蕩在貝爾格勒與斯梅代雷沃（東南面）之間有數千名敵軍，10月20日貝爾格勒最終被南斯拉夫人民解放軍和游击队与蘇軍聯合解放。
南斯拉夫遊擊隊第13軍與保加利亞第2軍團合作，從東南前進，他們負責尼什與萊斯科瓦茨地區，沿摩拉瓦河及南摩拉瓦河切斷德國E集團軍之退路，E集團軍之部隊因而被切斷在黑山與波士尼亞之間的山區，因而未能增援在匈牙利的德軍。
第二天，烏克蘭第3方面軍的單位攻佔了克拉列沃及最後切斷了塞薩洛尼基通向貝爾格勒的高速公路。
南斯拉夫遊擊隊的單位聯同蘇軍第46軍團轄下的第10親衛狙擊軍，渡過多瑙河，攻擊貝爾格勒東北面之德意志國防軍，掃蕩了蒂薩河及多瑙河之左岸（南斯拉夫境內）及解放了潘切沃。

## 同盟軍
參加攻佔南斯拉夫首都的部隊是：

### 蘇聯
烏克蘭第3方面軍：
- 第4親衛機械化軍包括：
  - 第13親衛機械化旅；
  - 第14親衛機械化旅；
  - 第15親衛機械化旅；
  - 第36親衛坦克旅；
  - 第292親衛自走炮團；

- - 第352親衛重型自走炮團；
  - 第5親衛摩托化狙擊旅；
  - 第9突破炮兵師團第23榴彈炮兵旅；
  - 第42反坦克炮兵旅；
  - 第22高射炮兵師

- 第57軍團 
  - 第75狙擊軍包括：
    - 第223狙擊師，
    - 第236狙擊師；

  - 第68狙擊軍
    - 第73親衛狙擊師

- 多瑙河小艦隊
- 裝甲艇旅；
  - 第1親衛裝甲艇團
  - 第4親衛裝甲艇團
- 河岸護衛隊

- 第17空軍軍團 
  - 第10空中突擊軍包括：
    - 第295空中戰鬥機師
    - 第306空中突擊師，
    - 部份第136空中突擊師；
    - 第10親衛空中突擊師
    - 第236空中戰鬥機師
    - 部份第288空中戰鬥機師

### 南斯拉夫
- 南斯拉夫遊擊隊第1軍團：
  - 第1無產階級師，
  - 第6無產階級師，
  - 第5突擊師，
  - 第21突擊師；
- 第12軍包括：
  - 第11突擊師，
  - 第16突擊師，
  - 第28突擊師，
  - 第36突擊師

## 總結

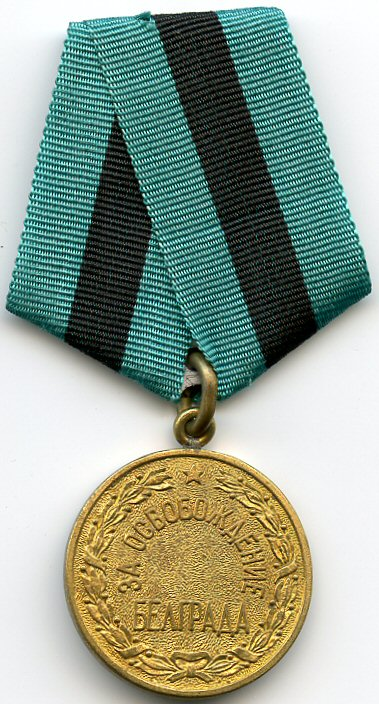
解放貝爾格勒獎章是授與參加解放貝爾格勒的蘇聯官兵

當貝爾格勒攻勢完結後，烏克蘭第3方面軍轉往匈牙利支援烏克蘭第2方面軍及隨後提供武器、裝備及彈藥以支援南斯拉夫遊擊隊解放整個南斯拉夫。
蘇聯最高蘇維埃主席團在1945年6月19日命令設立解放貝爾格勒獎章。

## 來源
- Dudarenko, M.L., Perechnev, Yu.G., Yeliseev, V.T., et.el., Reference guide "Liberation of cities": reference for liberation of cities during the period of the Great Patriotic War 1941-1945, Moscow, 1985
- Glantz, David, 1986 Art of War symposium, From the Vistula to the Oder: Soviet Offensive Operations - October 1944 - March 1945, A transcript of Proceedings, Center for Land Warfare, US Army War College, 19-23 May 1986
- Seaton, Albert, The fall of Fortress Europe 1943-1945, B.T.Batsford Ltd., London, 1981 ISBN 0713419687
- Dupuy, Ernest R., and Dupuy, Trevor N., The encyclopedia of Military History from 3500 B.C. to the present (revised edition), Jane's Publishing Company, London, 1980
- Mitrovski, Boro, Venceslav Glišić and Tomo Ristovski, The Bulgarian Army in Yugoslavia 1941-1945, Belgrade, Medunarodna Politika, 1971
- Wilmot, Chester, The Struggle for Europe, Collins, 1952
- Grechko, A.A., (ed.), Liberation Mission of the Soviet Armed Forces in the Second World War, Progress Publishers, Moscow, 1975